# Ethnikos Piraeus

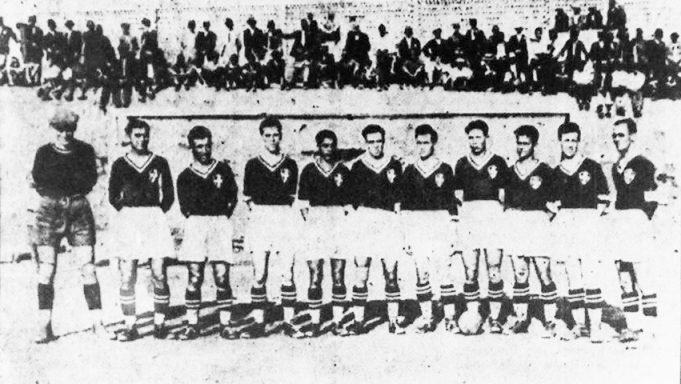
Elftal in 1933

Ethnikos Piraeus (Grieks: ΠΑΕ Εθνικός Πειραία, PAE Ethnikos Piraeus) is een Griekse voetbalclub uit de stad Piraeus.

## Geschiedenis
In totaal speelde de club 36 seizoenen in de hoogste klasse sinds de invoering van de Alpha Ethniki in 1959. Daarvoor was de club ook al succesvol met een bekeroverwinning in 1933. De beste notering behaalde de club in 1975 toen de vierde plaats behaald werd. Vanaf de jaren 80 ging het bergaf met de club en moest Ethnikos tegen de degradatie vechten. In 1990 werd de club laatste en degradeerde. Na één seizoen keerde de club terug maar kon ook nu niet standhouden. In 1994 keerde de club opnieuw terug en werd nu dertiende, het volgende seizoen moest de club echter genoegen nemen met de laatste plaats. Ook nu kon de club weer na één seizoen terugkeren en redde zich net van degradatie in 1998. In 1999 werd de club laatste met slechts 8 punten. Hierna kon de club niet meer terugkeren naar de hoogste klasse. Er volgde zelfs een tweede degradatie op rij. Intussen kon de club wel al terugkeren naar de tweede klasse en werkt volop aan een terugkeer naar het hoogste niveau.

## Erelijst
- Beker van Griekenland

1933

## Bekende (oud-)spelers
- Grigoris Tsinos

## Bekende (oud-)trainers
- Howard Kendall